# Zafu

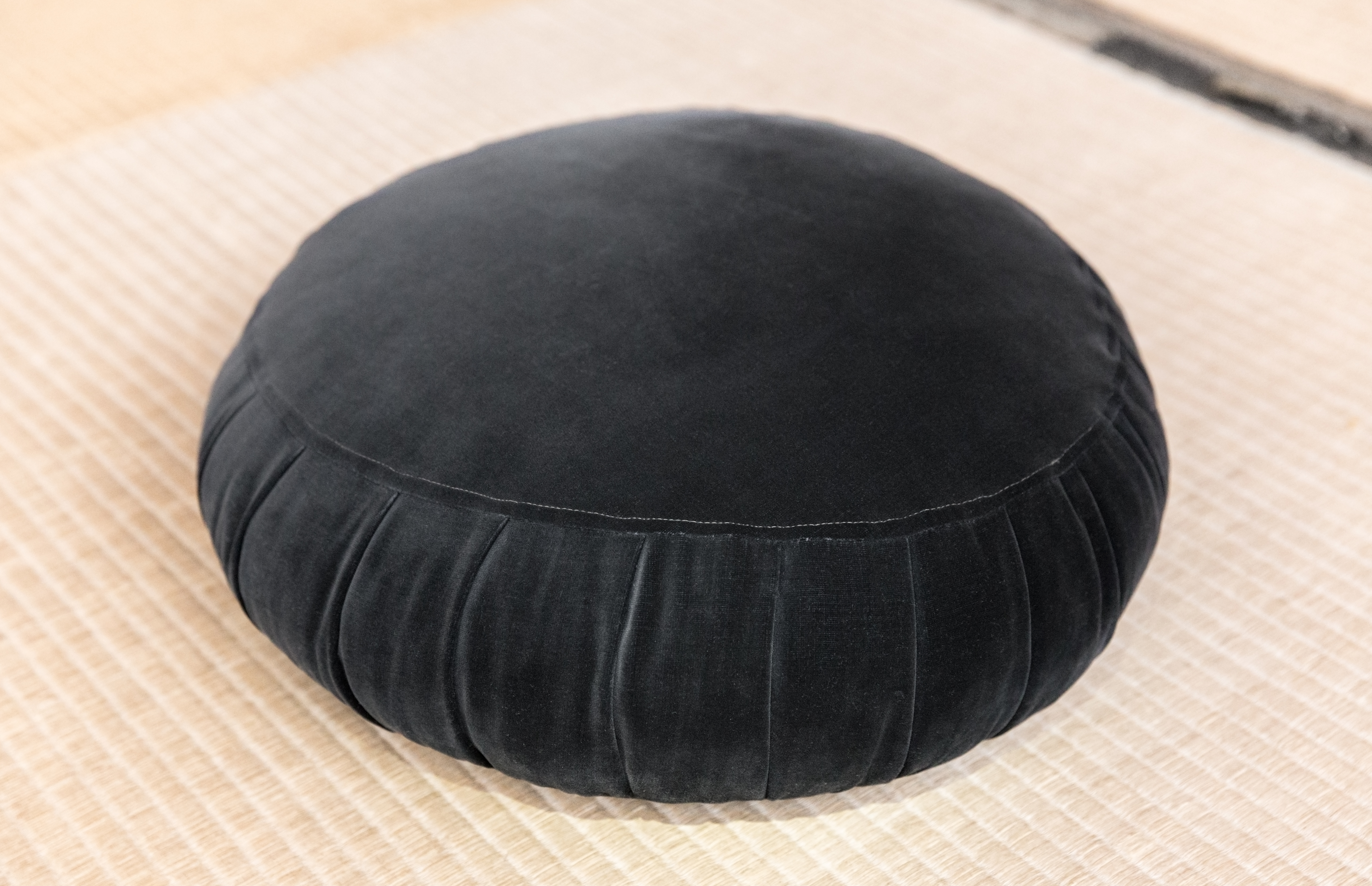
Zafu in einem japanischen Zen-Kloster

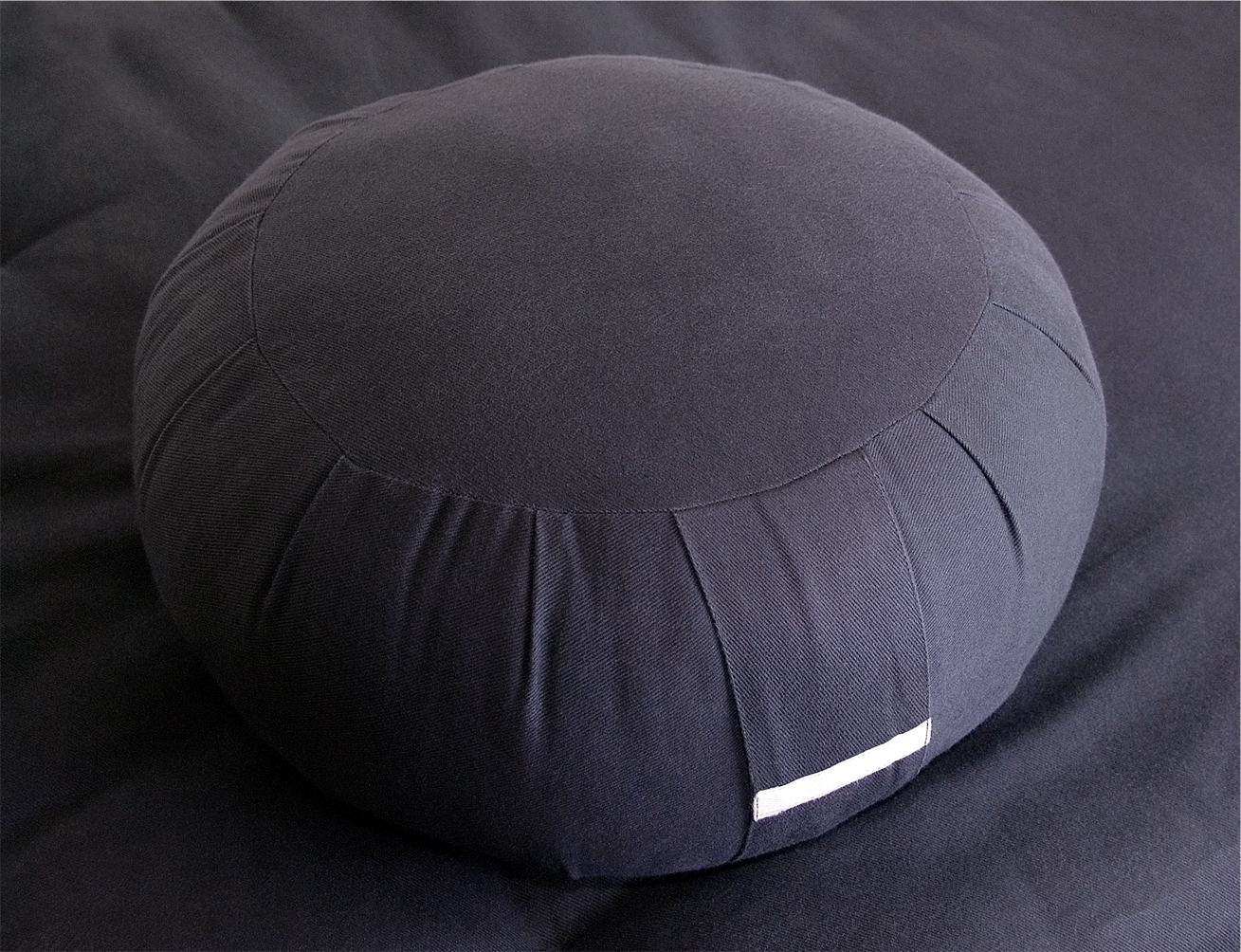
Typisches modernes Zafu

Das Zafu (japanisch 座蒲, chinesisch 蒲团, Pinyin pútuán) ist ein traditionelles Sitzkissen, das zur Sitzmeditation verwendet wird. Der Name bedeutet „Sitz aus Rohrkolben“‚ dessen Fasern in China, dem Ursprungsland des Zafus, als Rohstoff dienten.
Das Zafu ist rund, mit zirka 35 cm Durchmesser und 10 bis 15 cm Sitzhöhe. Der Bezug ist meist aus festem Baumwollstoff, in traditionellen Zendōs von dunkler oder schwarzer Farbe. Der klassische Schnitt umfasst zwei kreisförmige Deckflächen und ein umlaufendes, rechteckiges Seitenteil mit vertikalen Dehnungsfalten. Oft sind ein Tragband und ein Namensschild eingenäht. Das Kissen ist traditionell mit Kapok gefüllt, westliche Varianten auch mit Dinkel- oder Buchweizenspreu. Da die Kapokfüllung nur bedingt elastisch ist, muss das Zafu nach jedem Gebrauch wieder von Hand in Form gebracht und gelegentlich nachgestopft werden.
Das Zafu wird in der Regel auf einer rechteckigen, gepolsterten Sitzmatte, dem Zabuton, benutzt. Man sitzt auf der vorderen Hälfte des Zafus, die Beine werden, vorzugsweise zum Lotossitz, verschränkt. Das Zafu bewirkt eine erhöhte, leicht vorwärts geneigte Position des Beckens und fördert dadurch zwei Hauptmerkmale einer effektiven und stabilen Meditationshaltung: Kontakt der Knie zum Boden und eine gestreckte Wirbelsäule.
Das Zafu ist Werkzeug und Symbol des Zazen (Sitzmeditation). In der gemeinschaftlichen Meditationspraxis im Zendō (Meditationsraum) werden die Sitznachbarn vor und nach dem Sitzen durch ein Gassho (Verneigung mit gefalteten Händen) in Richtung des eigenen Zafu gegrüßt, danach erfolgt ein Gassho  zur gegenüberliegenden Raumseite.